# Vor Frelser (parochie, Aalborg)
Vor Frelser (Deens:Vor Frelsers Sogn) is een parochie van de Deense Volkskerk in de Deense gemeente Aalborg. De parochie maakt deel uit van het bisdom Aalborg en telt 5183 kerkleden op een bevolking van 5933 (2004). Historisch wordt de parochie vermeld onder Fleskum Herred.
Ansgars · Budolfi · Hans Egedes · Hasseris · Margrethe · Sankt Markus · Vejgaard · Vesterkær · Vor Frelser · Vor Frue